# Манчак Валерія Валеріївна
Валерія Манчак-Дженсен (нар. 17 березня 1997, Львівщина) — українська спортсменка. Чемпіонка Європи з боксу серед молоді, чемпіонка світу з карате та переможниця хокейного чемпіонату світу серед жінок в Дивізіоні III А.

## Життєпис
Народилась в місті Трускавець, але коли дівчинці було 3 роки, її сім'я переїхала у Харків. Спортивну кар'єру розпочала у віці семи років, виступаючи за дитячу хокейну команду. Протягом тривалого часу Манчук тренувалась в харківському клубі «Дружба-78».

## Бойові мистецтва
У 14–річному віці Валерія Манчак захопилася боксом, яким на той момент активно займався її старший брат. Спортсменка за нетривалий час досягнула неабияких успіхів в цьому виді спорту та здобула титул чемпіонки Європи з боксу серед молоді. Манчак стала майстером спорту Міжнародного класу та мала шанси поїхати на Олімпійські ігри-2016, але через травму не змогла поборотися за право представляти Україну на тих змаганнях.
Окрім боксу Валерія спробувала себе у міжнародних виступах з годзю-рю та завоювала комплект золотих нагород на чемпіонаті світу з карате.

## Хокей
У 2016 році Валерію Манчак запросили до складу новоствореної хокейної команди — «Королеви Дніпра». В тому ж році проводився перший чемпіонат України з хокею серед жінок, де Манчак стала однією з найрезультативніших гравчинь турніру. Вона разом з командою виграла золоті медалі чемпіонату.
Влітку 2018-го року елітна хокейна Академія Hockey Training Institute (HTI) запроcила молоду гравчиню на навчання. Отримавши стипендію від Академії, Валерія Манчак автоматично здобула право грати в східній жіночій хокейній конференції Канади за команду НТІ.
Через два роки її запросили в американський Університет Ліберті на магістратуру, де Манчак успішно виступала з командою «Liberty flames» в ACHA (американська університетська хокейна асоціація). У перший рік Валерія стала кращим новачком асоціації, а в другий рік — кращим гравцем. У фінальному матчі дивізіону команда Манчак грала проти команди «Minot State». Вирішальна гра завершилась з рахунком 3-1 на користь «Liberty flames», а в активі українки було дві закинуті шайби.
У листопаді 2021 року вона підписала контракт з професійною командою — Адідас Міннесота. Таким чином Манчак-Дженсон стала першою в історії українкою, яка виступала в PWHP (професійна асоціація жіночого хокею).
У 2024 році Валерія Манчак-Дженсен дебютувала в складі національної збірної України. На чемпіонаті світу 2024 року українська команда виступала в Дивізіоні III А та спромоглася здобути золоті медалі цього дивізіону. Манчак-Дженсен за підсумком тих змагань стала найкращою бомбардиркою та найкращою гравчинею турніру, а в її активі було 8 закинутих шайб та 10 результативних передач.
Починаючи з сезону 2024-25 років Валерія Манчак-Дженсен займає посаду директора із розвитку гравців в клубі «Purcell Hockey Academy» та тренує дівочі команди U16 та U19.
На чемпіонаті світу 2025 року в Дивізіоні II B Манчак-Дженсен по системі гол+пас набрала 17 очок (12+5) та стала найкращою бомбардиркою турніру. 